# Oldehoofsterpolder
De Oldehoofsterpolder is een voormalig waterschap in de provincie Groningen.
De polder, die ten noorden van Oldehove lag, is in 1794 ontstaan door de indijking van de Aalsumer, de Kampster en de Englumer uiterdijken. De polder lag geheel ten noorden van de Hoogedijk of Linker Reitdijk. De noordgrens was de zomerkade (kadijk) langs het Reitdiep.
De afwatering geschiedde via een watergang die van west naar oost liep, net ten noorden van de Hoogedijk en net ten noorden van Englum via een duiker in het Reitdiep uitmondde. Buiten de kadijk lag een klein omkaad gebied van 6½ ha dat werd aangeduid met Lutjekampen, dat een eigen afwatering had, maar tot het waterschap behoorde.
Bijzonder was het recht van de ingelanden om de Hoogedijk te mogen afgraven tot 2 meter boven Winschoter peil, mits dit 14 dagen van tevoren was aangemeld.
Waterstaatkundig gezien ligt het gebied sinds 1995 binnen dat van het waterschap Noorderzijlvest.